# Mimudea perfervidalis
Mimudea perfervidalis là một loài bướm đêm trong họ Crambidae.